# Aleksandrina od Balazar
Aleksandrina Maria da Costa, właśc. port. Alexandrina Maria da Costa (ur. 30 marca 1904 w Balazar, gmina Póvoa de Varzim, zm. 13 października 1955 tamże) – portugalska mistyczka, świecka salezjanka współpracownica, błogosławiona Kościoła katolickiego.

## Życiorys
Pochodziła z biednej i religijnej rodziny. W wieku 14 lat, została napadnięta w domu, podczas przygotowywania obiadu. Trzech mężczyzn usiłowało ją wówczas zgwałcić, czemu zapobiegła wyskakując przez okno z wysokości około czterech metrów. Upadek był przyczyną urazu kręgosłupa i paraliżu. Resztę życia spędziła leżąc w łóżku. Po wahaniach nastrojów, popadła w rozpacz i depresję, co zapoczątkowało jej intensywne życie wewnętrzne.
Nie jest znany dokładny termin wystąpienia jej pierwszych wizji i ekstaz, ale według jej biografa, Domenico Mondrone, miały już miejsce w 1933 i były wówczas częste. W tym samym roku podyktowała biografowi słowa, które wyrzekł do niej Chrystus: Daj mi swoje ręce, bo chcę je ukrzyżować; daj mi stopy, chcę wbić w nie gwoździe; daj mi głowę, chcę ukoronować ją cierniem, tak jak to Mnie uczyniono; daj mi serce, chcę przebić je włócznią, jak Mnie przebili. Słowa te usłyszała jeszcze 6. oraz 18. września 1934 i zgodziła się przyjąć te obciążenia, jednak nigdy nie miała stygmatów. Duchowo współuczestniczyła w Męce Pańskiej. 2 października 1938 zanotowała kolejne przesłanie Jezusa, że przejdzie przez całą Jego Mękę, od Ogrójca do Kalwarii, lecz nie dojdzie do momentu śmierci, do "consummatum est". Od tego czasu przeżywała ekstazy Męki Pańskiej trwające około 3,5 godziny, które zakończyły się 27 marca 1942. Podczas trwania ekstaz była głucha i ślepa na otoczenie, chwilowo traciła oddech, a podczas biczowania Chrystusa traciła przytomność z bólu doświadczając uderzeń. Bardzo realistycznie przeżywała proces ukrzyżowania, robiąc wrażenie naprawdę krzyżowanej, m.in. spazmatycznie kurczyła palce i dotykała przegubów, a nie dłoni, na około pięćdziesiąt lat przed odkryciem, że gwoździe nie były wbijane w dłonie. 29 sierpnia 1941, podczas ekstazy, upadła z łóżka, a obecny w pokoju ksiądz nie mógł jej udźwignąć i podnieść, mimo że ważyła wówczas około czterdzieści kilogramów. Zapytana o wagę krzyża, który dźwiga odparła: Mój krzyż ma wagę całego świata.
W trakcie Wielkiego Tygodnia 1942 usłyszała od Jezusa słowa: Od tej pory nie będziesz się odżywiać pokarmem ziemskim, twoim pokarmem będzie Moje ciało. Twoja krew jest moją krwią, a Twoje życie - Moim. Od tej daty przestała przyjmować pokarmy. Początkowo, próbując przełykać drobne porcje, krztusiła się i doznawała torsji, w związku z czym przestała podejmować takie próby i od tego momentu jej zdrowie się poprawiło. Zjawisko to nazywane jest inedią.
Za radą kierownika duchowego (salezjanina), złożyła przyrzeczenia jako świecka salezjanka współpracownica, i postanowiła ofiarowywać swoje cierpienia za zbawienie młodzieży.
Podejrzewając fałszerstwa, była podczas ekstaz – a zwłaszcza po podjęciu decyzji o zaprzestaniu przyjmowania pokarmów i napojów – obserwowana przez księży i lekarzy. Z czasem obserwacja przyjęła postać stałej i szczegółowej kontroli jej życia, czemu się nie sprzeciwiała. 27 maja 1943 przewieziono ją do szpitala, gdzie została zamknięta na klucz w separatce i była pilnowana przez strażników. Zamknięcie trwało czterdzieści dni, a na jego koniec sporządzono notatkę podpisana przez naukowców z Uniwersytetu w Porto: zaświadczamy, że chora pozostawała od 10 czerwca do 20 lipca 1943 pod opieką dr Gomeza de Araujo oraz pod nadzorem osób pragnących skrupulatnie dojść prawdy; stwierdzamy też, że podczas całego tego okresu chora absolutnie nic nie jadła i nic nie piła. Stwierdzamy, że mimo to zachowała niezmienioną wagę, temperaturę, oddech, ciśnienie, puls; że jej władze umysłowe pozostawały najzupełniej normalne, jasne i niezachwiane oraz że przez owe czterdzieści dni nie załatwiała potrzeb naturalnych. Badania krwi nie wykazały odchyleń od stanu sprzed zamknięcia.
Po powrocie do domu stała się popularna i zaczęły ją odwiedzać tłumy wiernych. Jedyną jej inicjatywą adresowaną do świata zewnętrznego było wystąpienie do papieża Piusa XII o poświęcenie świata Matce Syna Bożego. Zmarła 13 października 1955 roku wypowiadając słowa: Jestem szczęśliwa bo idę do nieba.
Została beatyfikowana przez papieża Jana Pawła II 25 kwietnia 2004.